# Teesdalia coronopifolia
Teesdalia coronopifolia — вид квіткових рослин родини капустяних (Brassicaceae).

## Біоморфологічна характеристика
Це трав'яниста одно- чи багатостовбурна, однорічна рослина, гола чи волосиста, особливо в нижній частині. Стебла (3)10–20(28) см. Прикореневі листки на ніжках 2–20 мм, пластинки ланцетні в контурі, 5–30(50) × 0.3–6 мм, краї зазвичай ліроподібно-перистороздільні чи перисто-розсічені, рідко зубчасті чи цілісні; бічні частки гострі. Стеблових листків 0–3, лінійні. Квітки актиноморфні; чашолистки 0.2–0.6 × 0.2–0.4 мм, зелені чи злегка червонуваті з білим, рябуватим і вузьким краєм; пелюстки білі, довгасті, трохи нерівні, 0.5–1.5 × 0.2–0.6 мм; тичинок 4, рідко 6, рівні. Плід (стручок) (1.8)3–3.5(4) × 1.5–3.5 мм. Насіння 0.8–1.2 × 0.5–1 мм, гладке, жовте чи жовтувато-коричневе. 2n = 36.

## Поширення
Росте на півдні Європи, на заході Азії, на північному заході Африки; інтродукований до Каліфорнії. Населяє узбіччя доріг, занедбані поля.